# Pomors

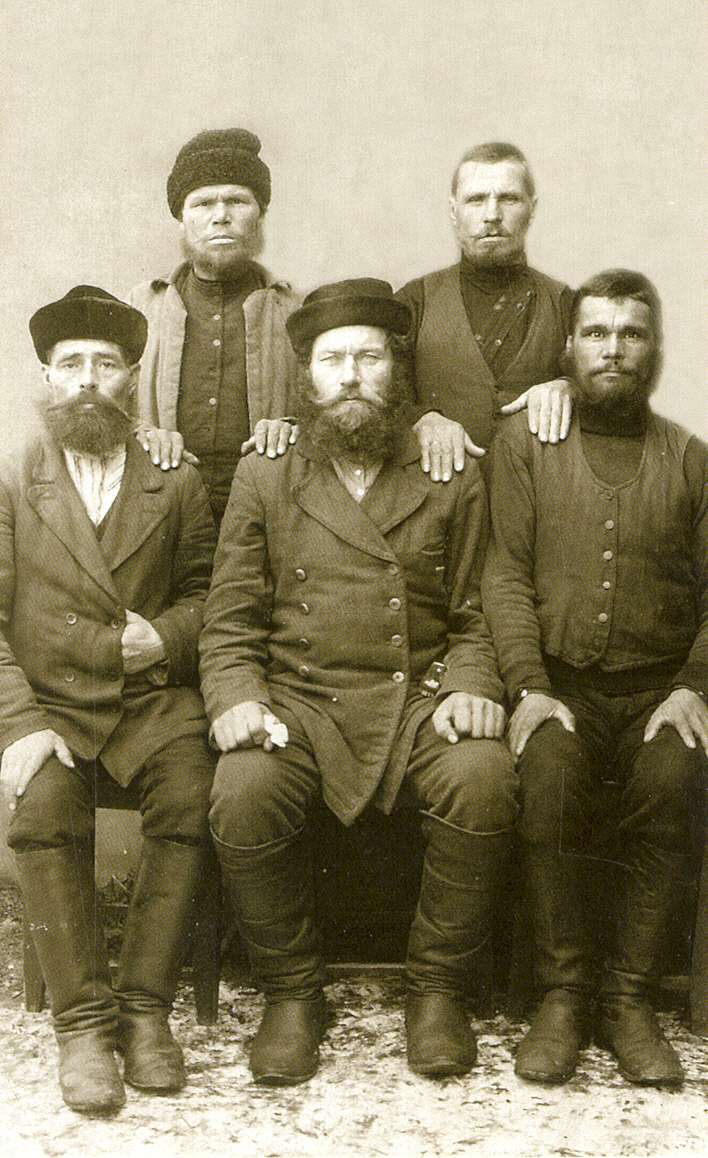
Pomor, foto anterior a 1917

Els pomors (del rus поморы, pomori) són els colons russos i els seus descendents a la costa del mar Blanc. També és el terme d'identificació per als descendents dels colons russos (principalment de Nóvgorod) al Pomorje (Pómoro, Pomor'e, Nord Rus), que viuen en una regió la frontera meridional de la qual es troba a la divisòria d'aigües entre la conca del mar Blanc i les dels rius que flueixen cap al sud.

## Història
El seu nom es deriva de pomorski (literalment, «marítims»), pobladors de la costa del mar Blanc (entre Onega i Kem), tenint com a arrel el proto-indoeuropeu more (море), que significa «mar». La mateixa arrel es fa evident en el topònim Pomerània -en polonès Pomorze-, a alemany Pommern.
Els exploradors de Nóvgorod van internar al mar Blanc, ja al segle xii, a través dels estuaris dels rius Dvina Septentrional i Onega i van fundar colònies a les costes de Bjarmaland. En els inicis de la seva colonització, la seva ciutat principal va ser Jolmogory. Des de la seva base de Kola, van explorar la regió de Barents i la península de Kola i es creu que van poder arribar a l'illa de Spitzbergen (a l'arxipèlag de les Svalbard) i l'arxipèlag de Nova Terra.

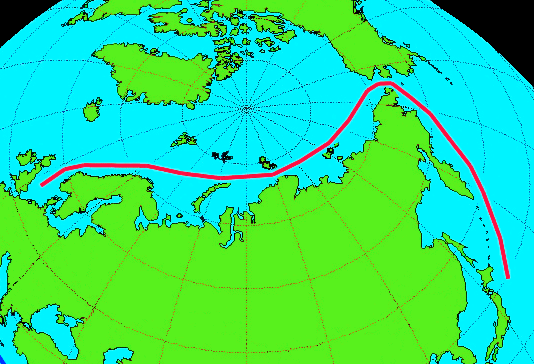
Ruta del Mar del Nord.

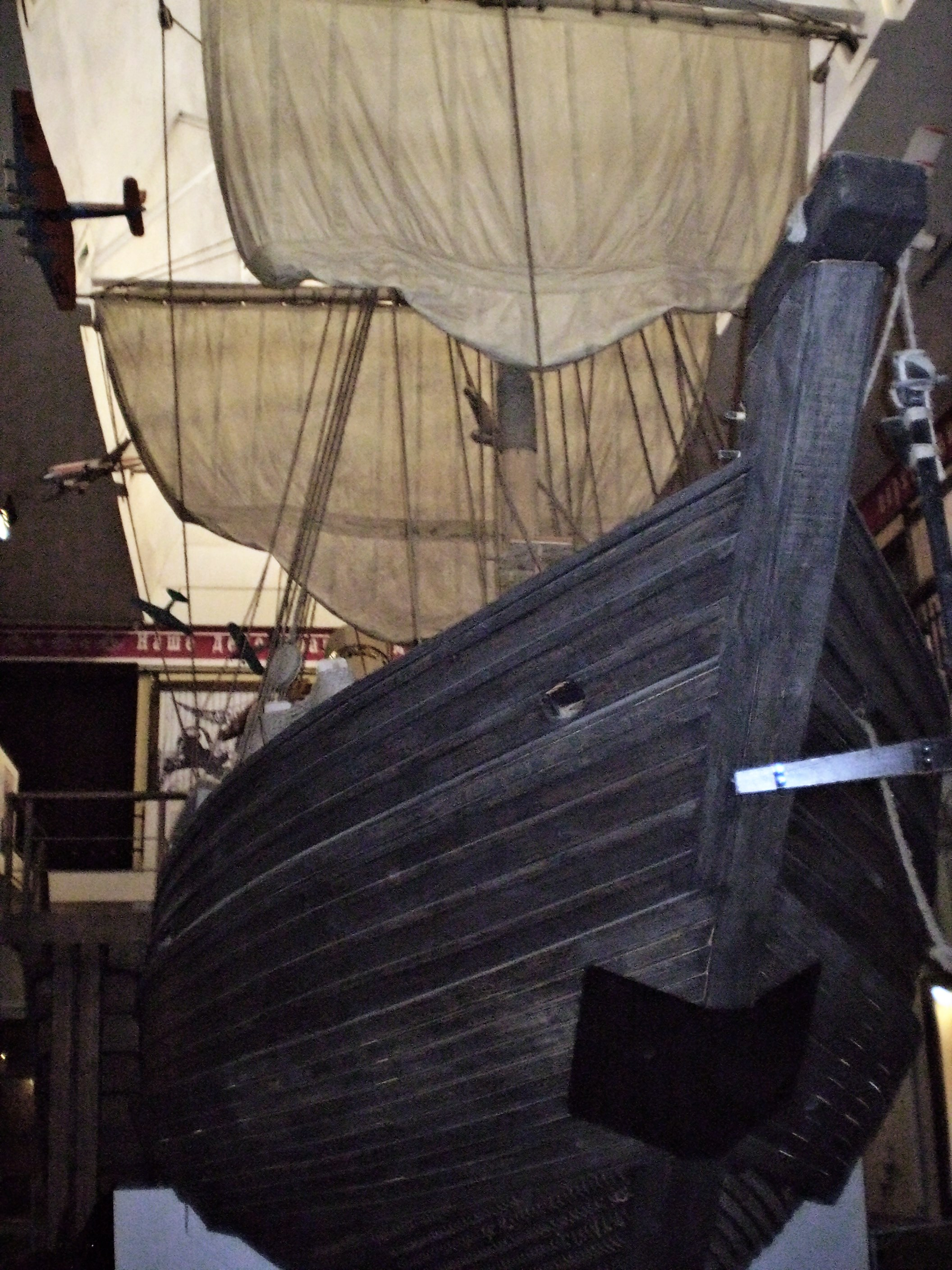
Vista d'un Kocz, embarcació pomor.

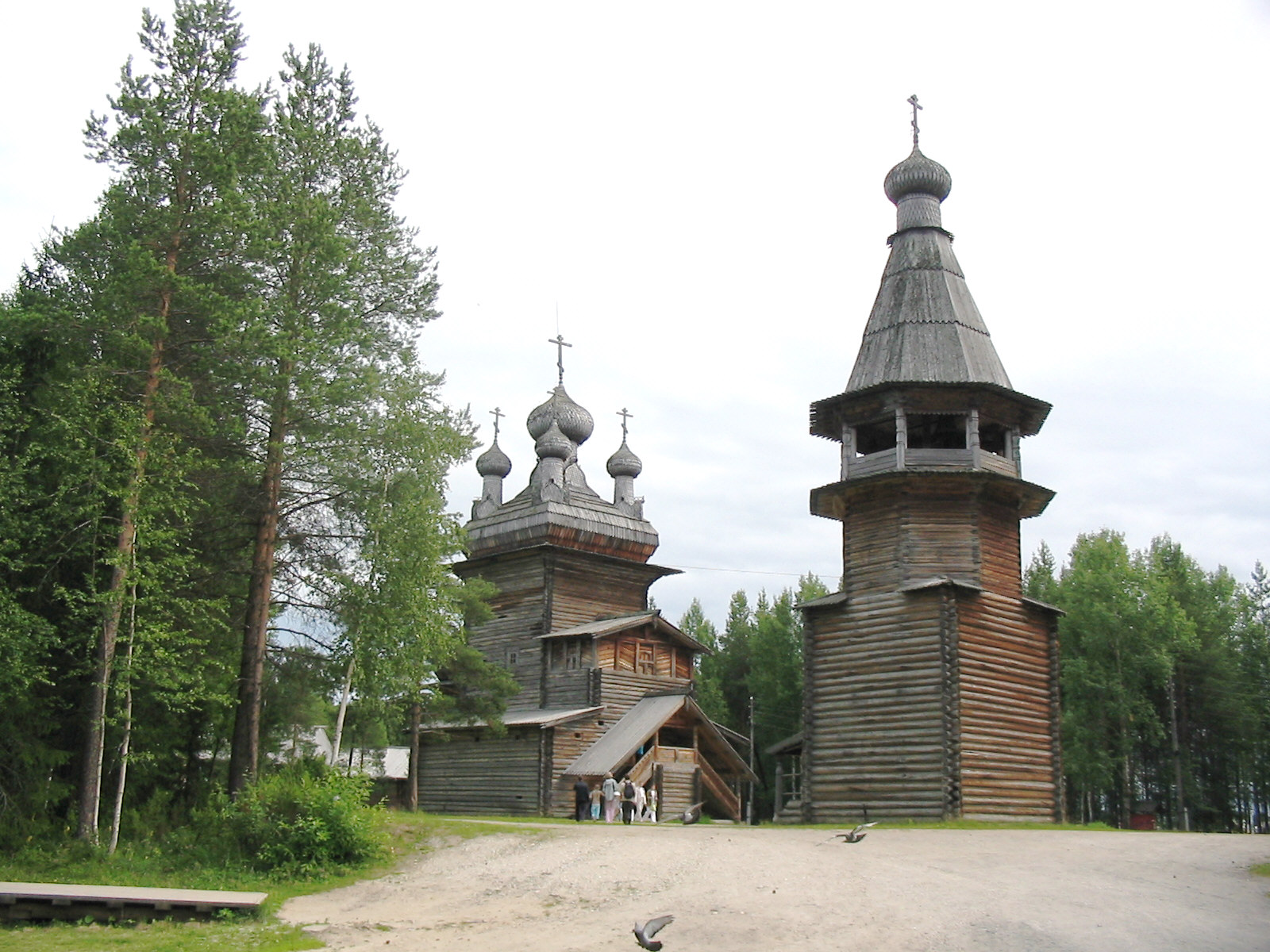
Maly Korely, un poble pomor del, a 28 km a l'est d'Arkhànguelsk.

Les dones pomors podien haver-se vestit d'aquesta manera. En aquesta foto es mostren joves de Kírilov, al sud d'Arkhànguelsk, ca. 1915.

Temps després els pomors van descobrir i mantenir una ruta cap a l'orient, entre Arkhànguelsk i Sibèria, que seria el germen de la futura Ruta del Mar del Nord. Amb els seus vaixells (koch), els pomors van arribar a les àrees més enllà dels Urals de la Sibèria septentrional, on van fundar l'assentament de Mangazeia, a l'est de la península de Yamal a principis del segle xvi. Això derivar en l'auge del port d'Arkhànguelsk a finals del mateix segle. Alguns autors especulen sobre la possibilitat que els pomors haguessin fundat l'aïllat poble de Rúskoye Usti, al delta del riu Indigirka, a la Iacútia nord-oriental.
Entre el segle xii i el xv Pomor'e va ser una colònia del Gran Novgorod. A principis del segle xvi el Principat de Moscou es va annexionar l'àrea. Al segle xvii la majoria de la població consistia en camperols lliures. Una porció de la terra pertanyia als monestirs i als mercaders Stroganov. No hi havia grans terratinents a Pomor'e.
Així, el terme pomor, que feia referència entre els segles X i xii a la gent que vivia a prop del mar, va acabar emprant-se per a designar a gent que vivia bastant lluny d'aquest en el segle xv. El mar va deixar de ser la part principal de l'economia de la regió, que s'estenia pràcticament a tot el nord europeu, incloent les regions de Múrmansk, Arkhànguelsk i Vólogda, i a les repúbliques de Carèlia i Komi, a les quals també es coneixia com a Pomor'e.
La manera de vida tradicional pomor es basava en el mar i incloïa la caça de balenes, la pesca i també la caça en terra, a les regions de tundra, tenien ramats de rens. El comerç marítim de cereals i peix amb Noruega septentrional va ser bastant intensiu, tant que fins i tot es va desenvolupar una mena de llengua pidgin entre l'rus i el noruec -  Moja på tvoja  (o Russenorsk) - usat a la costa de Noruega nord entre 1750-1920.
Els pomors més famosos de l'edat moderna són Mikhaïl Lomonóssov, Fedot Shubin (ambdós nascuts a prop de Jolmogory), Semión Dezhniov i Yeroféi Jabarov (aquests últims nascuts a Veliki Ústiug).

## En l'actualitat
En el cens rus de 2002 va ser possible escollir l'opció d'identificar-se com a pomor, com a subgrup de l'ètnia russa. Es va registrar així un total de 6.571 persones pomors, 6.295 de les quals viuen a l'óblast d'Arkhànguelsk i 127 a l'óblast de Múrmansk.
En línia amb la dinàmica russa d'amalgamar les regions menys poblades o més pobres en entitats més grans, s'ha proposat una unió amb el nom de krai de Pómoro que inclouria els óblasts d'Arkhanglesk i Murmansk, la República Komi i el Ókrug autònom Yamalo-Nénets.

## Els pomortsi
Els pomors no han de ser confosos amb els pomortsi, membres d'un grup de vells creients que va sorgir al nord de Rússia a finals del segle xvii, i que des de llavors han creat petites comunitats a Rússia i països propers.